# خاطرات قتل (فیلم ۱۹۹۰)
«خاطرات قتل» (انگلیسی: Memories of Murder (1990 film)) فیلمی در ژانر اکشن و مهیج است.